# Pasiphila fumipalpata
Pasiphila fumipalpata är en fjärilsart som först beskrevs av Felder och Alois Friedrich Rogenhofer 1875.  Pasiphila fumipalpata ingår i släktet Pasiphila och familjen mätare. Inga underarter finns listade i Catalogue of Life.